# Oulad Teïma
Pour les articles homonymes, voir Houaras.
 (décembre 2016).
Si vous disposez d'ouvrages ou d'articles de référence ou si vous connaissez des sites web de qualité traitant du thème abordé ici, merci de compléter l'article en donnant les références utiles à sa vérifiabilité et en les liant à la section « Notes et références ».
Ouled Teima ou encore Houara (en arabe : أولاد تايمة ; en amazigh : ⵓⵍⴰⴷ ⵜⴰⵢⵎⴰ), est une ville du Maroc, dans la région de Souss-Massa. Elle est située entre Agadir et Taroudant dans la plaine du Souss. Oulad Teïma est traversée par la N 10.

## Géographie
Les habitants de Taroudant et d'Agadir appellent également Oulad Teïma «le 44», arbaa ourbaïne, car l'agglomération est située à une quarantaine de kilomètres de chacune de ces deux villes.
Le centre d'Oulad Teïma se trouve dans la plaine du Souss, présentant une topographie faiblement marquée avec une pente axée  du sud-est vers le nord-ouest. Du point de vue géologie il s'agit en général de formations du quaternaire sous forme de sable fin plus au moins consolidé.

## Climat et pluviométrie
Le centre appartient a une zone marquée par une interférence océanique saharienne et montagneuse. L'influence saharienne se manifeste par le chergui. En se basant sur les données des stations météorologiques les plus proches (Ain-Chaib et Taroudant) on observe que la pluviométrie moyenne annuelle est de 250 mm.
La majorité des précipitations sont concentrées dans la saison pluvieuse plus fréquemment entre décembre et février. La saison sèche concerne le reste de l'année.
La température moyenne annuelle est de l'ordre de 20 °C, avec une saison froide à 10 °C (en moyenne) et des étés allant jusqu'à 40 °C.

## Végétation
Ouled Teima est entourée de zones agricoles marquées par des fermes et champs à différentes cultures. On notera une ceinture formée par une zone forestière avec une prédominance d'arganiers.

## Hydrologie
À la périphérie du centre d'Oulad Teïma, de petits cours d'eau servent au ruissellement pluvial en période hivernale. Le cours d'eau le plus important passe près du quartier Boukhreiss au nord-ouest du centre.
De point de vue hydrologique, les ressources en eaux souterraines de la région sont issues du grand système aquifère de la plaine de Souss.
L'alimentation de la nappe phréatique est principalement assurée par les apports provenant du Haut Atlas. Il existe plusieurs points d'eau dans la zone et par la suite une mobilisation des eaux souterraines à des fins agricoles et abondantes.
L'alimentation des centre ville d'Oulad Teïma est assurée à partir de trois puits de l'O.N.E.P dont deux se trouvent plus au nord, au douar Boumasraf.

## Démographie
| Année | Population | Source              |
| ----- | ---------- | ------------------- |
| 1960  | 1 570      | Recensement de 1960 |
| 1971  | 2 820      | Recensement de 1971 |
| 1982  | 15 520     | Recensement de 1982 |
| 1992  | 24 000     | Estimation de 1992  |
| 1994  | 47 126     | Recensement de 1994 |
| 1998  | 60 000     |                     |
| 2004  | 66 183     |                     |
| 2014  | 89 387     |                     |

D'après le recensement de septembre 1994 la population s'est élevée à 47 126 habitants avec 8 845 ménages (environ 5 personnes par ménage), soit une densité de 1 653 habitants km2 (ou 16 personnes par hectare).

## Habitat - Urbanisme
La dernière extension du périmètre urbain du centre d'Oulad Teïma datée de 1986 a été homologuée par l'arrêté no 84-86-02 du 28 mars 1986. Il a été défini par 4 points et s'étalait sur une superficie égale à 13,5 km2.
Avec le nouveau découpage Administratif de 1992 une nouvelle extension du périmètre Urbain a été projetée en intégrant les quartiers, Chrarda - El-Goulita- Boukhreis Foukani, Lahdib et Ouled Fhel la superficie approximative couverte par ce niveau projet est de 28,5 km2 environ.
Le centre d'Oulad Teïma et sa périphérie a connu pendant la dernière décennie un développement considérable dans la construction, qui se caractérise par l'apparition des tissus construits, surtout  clandestinement, entrainant le dépassement du plan d'aménagement actuel.
La construction existante au centre est caractérisée par un bâti essentiellement constitué par un habitat économique à deux ou trois niveaux de part et d'autre de l'axe principal (R.N. 10) et des immeubles à trois ou quatre étages à rez-de-chaussée commercial le long des avenues principales, surtout sur l'avenue Mohammed V dont on peut distinguer une certaine qualité du bâti et unité architecturale, alors qu'à l'intérieur des zones d'habitation se caractérise par un paysage urbain moins soigné.
La majorité des habitations sont en dur. On trouve des constructions en pisé dans les anciens quartiers tels que: Zaouit Sidi Taib, Chninat, Boukhais, Rtem et Charada.
Le développement du bâti a donc connu ces dernières années une croissance considérable, on constate actuellement l'existence de:
- Treize lotissements réguliers dont dix appartements appartenant aux privés, trois à l'état (D.P.H), offrant environ 3 357 lots dont 1 800 lots construits.
- Six lotissements en cours, cinq appartenant aux privés et un à l'état (ENNAHDA).
- Cinq autres lotissements dont des équipements non achevés et délaissés depuis plus de 10 ans.
- D'autre part, on distingue plusieurs quartiers sous-équipés dont certains ont fait l'objet d'une étude de restructuration par la D.P.H avec les établissements E.R.A.C et A.N.H.I à savoir l'étude réalisée des quartiers : Chrarda - Chniniat - Boukrias et Rtem.

Quant aux documents d'urbanisme, un plan d'aménagement a été établi pour le centre en 1986, et il a été modifié plusieurs fois sans qu'il ne soit approuvé. 

## Pôle industriel
un pôle de développement industriel de la ville est en cours de mise en place pour renforcer le secteur industriel. 

## Personnalités
- Nordine Oubaali
- Abdessamad Kayouh
- Badr Hari
- Malika Zarra